# L'Enfant loup
Pour plus de détails, voir Fiche technique et Distribution.
L'Enfant loup (Entrelobos), est un film germano-franco-espagnol réalisé par Gerardo Olivares, sorti en 2010. 
Le scénario est inspiré de la vie de Marcos Rodríguez Pantoja, enfant berger, né en 1946.

## Synopsis
Marcos, âgé de 7 ans,  et son grand frère sont bergers pour aider leurs parents, métayers d'un riche propriétaire dans la région des montagnes espagnoles de la Sierra Morena. Une attaque de loups provoque la mort de 5 chèvres. Déjà très endetté, le père de Marcos craint d'être chassé de son emploi et de sa maison, il résout le problème en donnant son jeune fils au patron, ce dernier l'envoie comme aide berger dans une partie très reculée de la montagne où Atanasio, un vieux berger solitaire vivant dans une grotte s'occupe d'un troupeau.
Atanasio apprend à Marcos comment chasser, se soigner avec les plantes, composer avec les loups qui occupent la montagne, qui est aussi le refuge de rebelles insurgés, recherchés par la garde civile, que protège Solale. Mais un jour, le vieux berger meurt et Marcos se retrouve seul. Il survit tant bien que mal et apprivoise la meute de loups.
Venus à la recherche des rebelles et voir le troupeau, les hommes du propriétaire ne trouvent personne car Marcos se cache, ils emmènent les troupeaux. Marcos passe alors de longues années coupé du monde et devient un jeune homme vivant comme un homme des bois. Il est finalement capturé par les hommes du propriétaire et accusé de protéger les rebelles.

## Fiche technique
- Titre : L'Enfant loup
- Titre original : Entrelobos
- Réalisateur : Gerardo Olivares
- Scénario : Gerardo Olivares
- Musique : Klaus Badelt et Andrew Raiher
- Photographie : Óscar Durán et Joaquín Gutiérrez Acha
- Montage : Iván Aledo
- Production : Sophokles Tasioulis
- Société de production : Arakao Films, Canal Sur Televisión, RoundAboutMedia, Sophisticated Films, Televisión Española et Wanda Visión
- Pays de production :  Espagne,  Allemagne et  France
- Genre : Biopic et drame
- Durée : 113 minutes
- Dates de sortie : 
  - Espagne : 26 novembre 2010
  - France : 2 décembre 2013 (DVD)

## Distribution

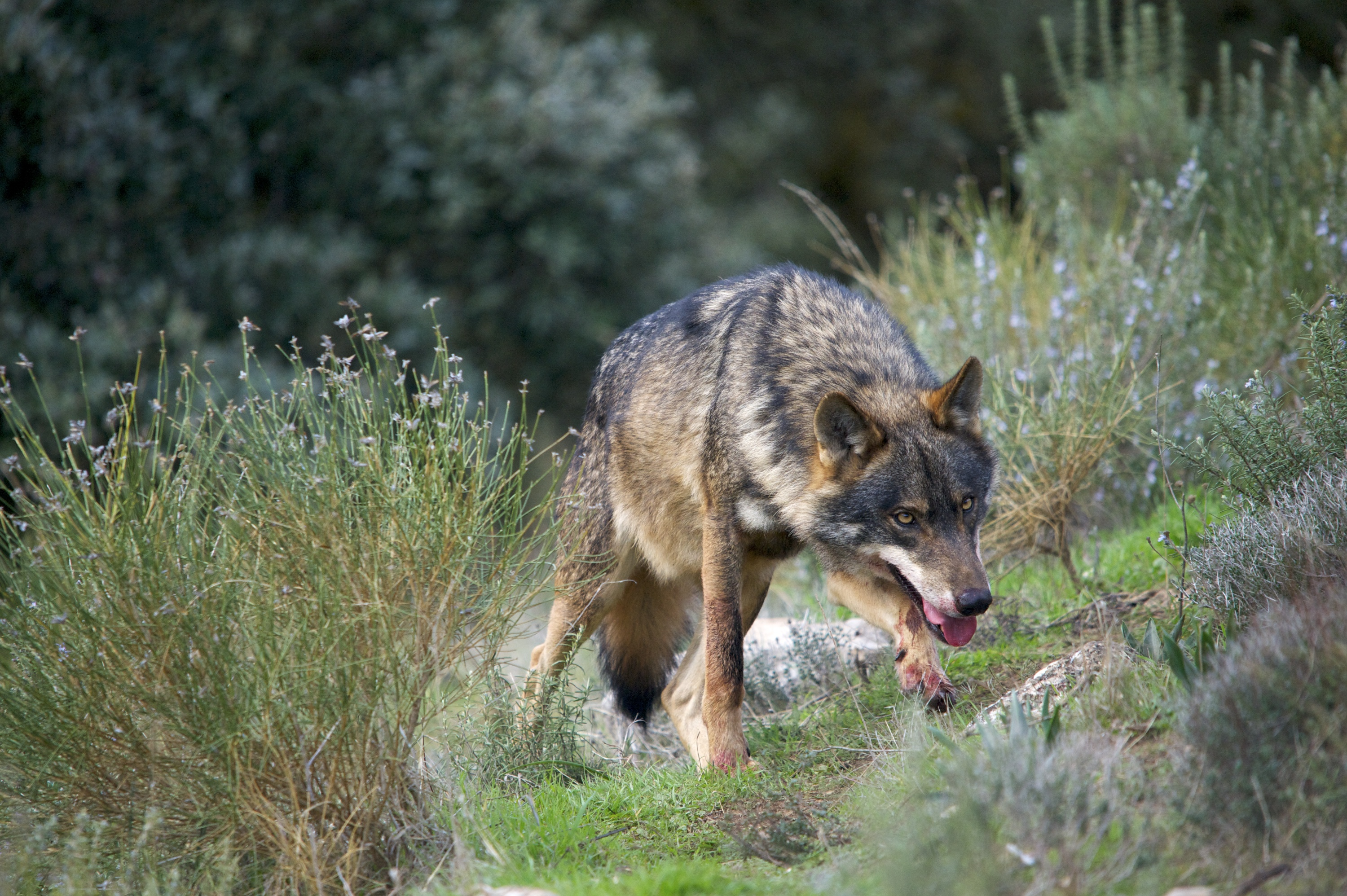
Mâle alpha d'une meute de loups ibériques.

- Juan José Ballesta (VF : Michaël Cermeno) : Marcos à 20 ans
  - Manuel Camacho (es) (VF : Sophie O) : Marcos à 7 ans
- Sancho Gracia (VF : Christian Renault) : Atanasio
- Carlos Bardem (es) (VF : Éric Bonicatto) : Ceferino
- Vicente Romero : Hocicotocino
- Àlex Brendemühl : Balila
- Eduardo Gómez Manzano (es) : Caragorda
- Luisa Martín (es) : Isabel
- Antonio Dechent (es) : Sargento
- Francisco Conde : Manuel

Version française dirigée par Sylvie Santelli au studio Audioprojects (Barcelone), d'après une adaptation des dialogues de Marianne Chettle.

## Récompenses
- Le jeune acteur Manuel Camacho est sélectionné pour le Goya de la meilleure révélation en 2011.

## Autour du film
- Au-delà de l'intrigue peu développée, le film s'attache à présenter des scènes de la nature et de ses animaux.
- La scène finale du film, située en 2010, montre le véritable Marcos, Marcos Rodríguez Pantoja, qui déclare « J'ai plus appris sur la vie en vivant avec les loups qu'en vivant avec les hommes. »
- Avec 500 000 entrées, le film se classe 6e au box-office espagnol en 2010.